# Hejnał Skwierzyny
Hejnał Skwierzyny – hejnał odtwarzany codziennie o godzinie 12:00 z wieży ratusza w Skwierzynie (siedzibie organów Gminy), począwszy od 1995 roku. Odgrywany również czasami podczas uroczystości i świąt lokalnych. Utwór skomponowany został przez Wiesława Markowskiego, zapisany w formie partytury na dwie trąbki.
Nutowy zapis hejnału określa załącznik nr 3 do Statutu.